# Gilbert Range
Gilbert Range är en bergskedja i Australien. Den ligger i delstaten Queensland, omkring 380 kilometer nordväst om delstatshuvudstaden Brisbane.
I omgivningarna runt Gilbert Range växer huvudsakligen savannskog. Trakten runt Gilbert Range är nära nog obefolkad, med mindre än två invånare per kvadratkilometer. Genomsnittlig årsnederbörd är 789 millimeter. Den regnigaste månaden är januari, med i genomsnitt 152 mm nederbörd, och den torraste är augusti, med 12 mm nederbörd.